# Gazette du gouvernement de Hong Kong
La Gazette du gouvernement de Hong Kong (香港政府憲報, Hong Kong Government Gazette), renommée Gazette du gouvernement de la région administrative spéciale de Hong Kong (香港特別行政區政府憲報, Government of the Hong Kong Special Administrative Region Gazette) après la rétrocession de Hong Kong à la Chine en 1997, est le journal officiel du gouvernement de Hong Kong pour publier les lois, ordonnances, avis et autres règlements. Elle est gérée par le département de la logistique du gouvernement dont son directeur rend compte au secrétaire aux services financiers et à la trésorerie (en) (puis au secrétaire aux finances).
Ses anciennes publications sont conservées dans les bibliothèques du monde entier et du gouvernement de Hong Kong. Les archives en ligne de la gazette remontent quant à elles à 2000.

## Histoire
Son ancêtre, la Hong Kong Gazette, est le journal officiel du gouvernement britannique de Hong Kong, et fusionne avec le Friend of China (en) en 1842. Cette nouvelle publication reste le journal officiel de 1842 à 1845.
Fondée le 24 septembre 1853 par le gouvernement britannique de la colonie de la Couronne, elle existe toujours aujourd'hui en tant que publication de la région administrative spéciale.